# 横田冬彦
横田 冬彦（よこた ふゆひこ、1953年 - ）は、日本史学者。日本近世史専攻。京都大学名誉教授。京都府生まれ。

## 経歴
- 1976年3月 京都大学文学部史学科卒業
- 1981年3月 京都大学大学院文学研究科博士後期課退学
- 1986年4月 神戸大学文学部助教授
- 1996年
  - 1月「幕藩制的職人編成の研究」で博士（文学）（京都大学）
  - 4月 京都橘女子大学文学部助教授
- 2003年4月 京都橘大学文学部教授
- 2012年4月 京都大学大学院文学研究科教授
- 2018年4月 京都大学名誉教授
- 2019年10月 『日本近世書物文化史の研究』で第41回角川源義賞受賞

## 著書
- 『日本の歴史 第16巻　天下泰平』講談社、2002年、講談社学術文庫2009年
- 『日本近世書物文化史の研究』岩波書店、2018年

### 共編
- 『シリーズ近世の身分的周縁 2 芸能・文化の世界』編 吉川弘文館、2000年
- 『身分的周縁と近世社会 5 知識と学問をになう人びと』編 吉川弘文館、2007年
- 『身分的周縁と近世社会 9 身分的周縁を考える』後藤雅知、斎藤善之、高埜利彦、塚田孝、原直史、森下徹、吉田伸之共編 吉川弘文館、2008年
- 『異文化交流史の再検討 日本近代の〈経験〉とその周辺』ひろたまさき共編 平凡社、2011年
- 「読者と読者」(本の文化史シリーズ）平凡社、2015年

## 参考
- [ISBN　978-4-642-06561-0]
- 京大教員DB